# Braga (Rio Grande do Sul)
Braga is een gemeente in de Braziliaanse deelstaat Rio Grande do Sul. De gemeente telt 3.842 inwoners (schatting 2009).

## Verkeer en vervoer
De plaats ligt in de buurt van de weg RS-518 die de plaats verbindt met Campo Novo en de BR-468.

## Geboren
- Carlos Simon (1965), voetbalscheidsrechter